# Lonchopisthus lemur
Lonchopisthus lemur är en fiskart som först beskrevs av Myers, 1935.  Lonchopisthus lemur ingår i släktet Lonchopisthus och familjen Opistognathidae. Inga underarter finns listade i Catalogue of Life.